# Condado de Jones (Georgia)
El condado de Jones (en inglés: Jones County), fundado en 1807, es uno de 159 condados del estado estadounidense de Georgia. En el año 2007, el condado tenía una población de 27 229 habitantes y una densidad poblacional de 60 personas por km². La sede del condado es Gray.

## Geografía
Según la Oficina del Censo, el condado tiene un área total de 1024 km² (395,4 mi²), de la cual 1020 km² (393,8 mi²) es tierra y 4 km² (1,5 mi²) (0.41%) es agua.

### Condados adyacentes
- Condado de Jasper (norte)
- Condado de Putnam (noreste)
- Condado de Baldwin (este)
- Condado de Twiggs (sureste)
- Condado de Wilkinson (suroeste)
- Condado de Bibb (sur)
- condado de Monroe (oeste)

## Demografía
Según el censo de 2000,, los ingresos medios por hogar en el condado eran de $43 301, y los ingresos medios por familia eran $48 966. Los hombres tenían unos ingresos medios de $36 464 frente a los $26 736 para las mujeres. La renta per cápita para el condado era de $19 126. Alrededor del 10.20% de la población estaban por debajo del umbral de pobreza.

## Transporte

### Principales carreteras
- U.S. Route 129
- Ruta Estatal de Georgia 11
- Ruta Estatal de Georgia 18
- Ruta Estatal de Georgia 22
- Ruta Estatal de Georgia 44
- Ruta Estatal de Georgia 49

## Localidades
- Gray
- Haddock